# Amphilaphis grandiflora
Amphilaphis grandiflora är en korallart som först beskrevs av Kükenthal 1912.  Amphilaphis grandiflora ingår i släktet Amphilaphis och familjen Primnoidae.
Artens utbredningsområde är Södra Ishavet. Inga underarter finns listade i Catalogue of Life.